# Canadian Tire Centre
Canadian Tire Centre (Frans: Centre Canadian Tire) is een multifunctionele arena in Ottawa, Ontario, Canada, gelegen in de westelijke buitenwijk van Kanata. Het gebouw werd in januari 1996 geopend als The Palladium en stond ook bekend als Corel Center van 1996 tot 2006 en Scotiabank Place van 2006 tot 2013.
De arena wordt voornamelijk gebruikt voor ijshockey en dient sinds de opening in 1996 als de thuisarena van de Ottawa Senators van de National Hockey League (NHL) en als tijdelijke thuisbasis voor de Ottawa 67's van de Ontario Hockey League tijdens renovaties. De arena wordt ook regelmatig gebruikt voor muziekconcerten en er werden al sportkampioenschappen georganiseerd zoals het Canadese Interuniversity Sport basketbalkampioenschap voor heren, de Wereldkampioenschappen IJshockey Junioren 2009 en 2025, en het Wereldkampioenschap ijshockey vrouwen 2013.

## Uitrusting

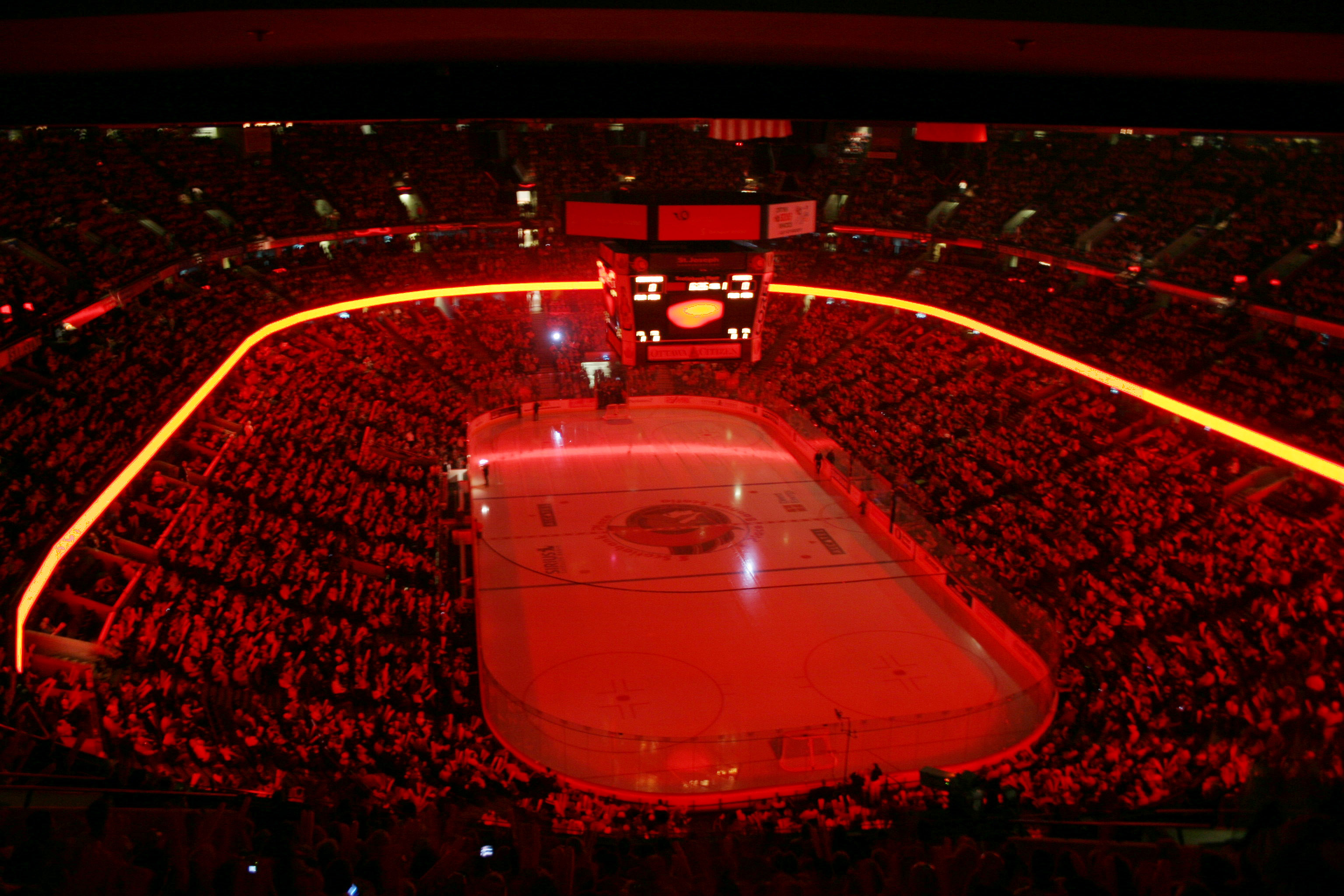
Interieur van Scotiabank Place vóór een playoff-spel van Ottawa Senators 2006.

De arena heeft faciliteiten voor ijshockey en basketbalwedstrijden, die regelmatig worden gehouden. De arena heeft verschillende configuraties voor concerten voor grootschalige en kleinere evenementen. Het gebouw heeft zes restaurants en een fitnessclub. De meeste restaurants zijn alleen geopend op speldagen. Er zijn ook verschillende concessietribunes. De Ottawa Senators exploiteren een merchandise store naast de oostelijke ingang.

## Evenementen
- De laatste NHL-wedstrijd Wayne Gretzky gespeeld in Canada[3]
- De arena organiseerde de laatste Canadese "kruistocht" van Billy Graham in juni 1998. De totale opkomst voor de vierdaagse kruistocht was meer dan 100.000 gelovigen.[4]
- Concerten door AC/DC, Bryan Adams, Ariana Grande, David Bowie, Depeche Mode Kenny Chesney, Coldplay, The Eagles, Foo Fighters, Genesis, Green Day, Elton John, Kiss, Lady Gaga, Tina Turner, Madonna, Paul McCartney, Metallica, Nickelback, One Direction, Pearl Jam, Katy Perry, Prince, Rihanna, Roger Waters, Rush, Ed Sheeran, Britney Spears, Bruce Springsteen, Barbra Streisand, Taylor Swift, Justin Timberlake, The Tragically Hip, Shania Twain, U2, Carrie Underwood, Van Halen, The Weeknd, Neil Young en meer dan 12 shows van Céline Dion, Fleetwood Mac en Cher.